# Shimofusa Kōkū Kichi

i7
i11
i13
Shimofusa Kōkū Kichi (jap. 下総航空基地, etwa „Luftstützpunkt Shimofusa“, engl. JMSDF Shimofusa Air Base) ist ein japanischer Militärflugplatz der Meeresselbstverteidigungsstreitkräfte in der Präfektur Chiba. Die Basis erstreckt sich über das Gemeindegebiet von Kashiwa und Kamagaya und liegt etwa 15 km östlich von Tokio.
Der Flugplatz wurde im April 1945 von den Kaiserlich Japanischen Heeresluftstreitkräften in Betrieb genommen. Nach dem Zweiten Weltkrieg war der Platz Stützpunkt der amerikanischen Streitkräfte USAF. Die Basis wurde vollständig an die Regierung von Japan im Juni 1960 zurückgegeben.

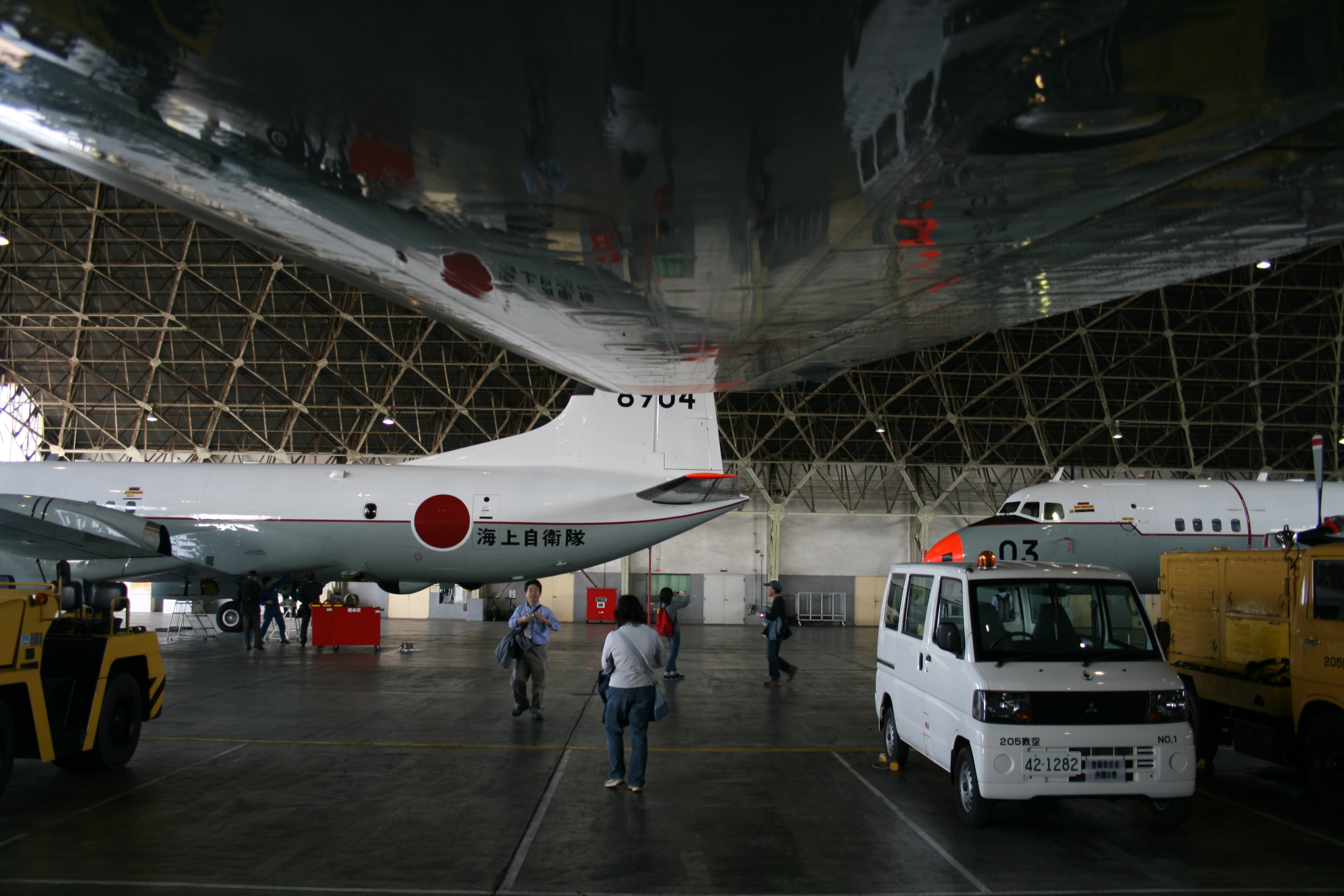
Hangar-Besichtigung 2009

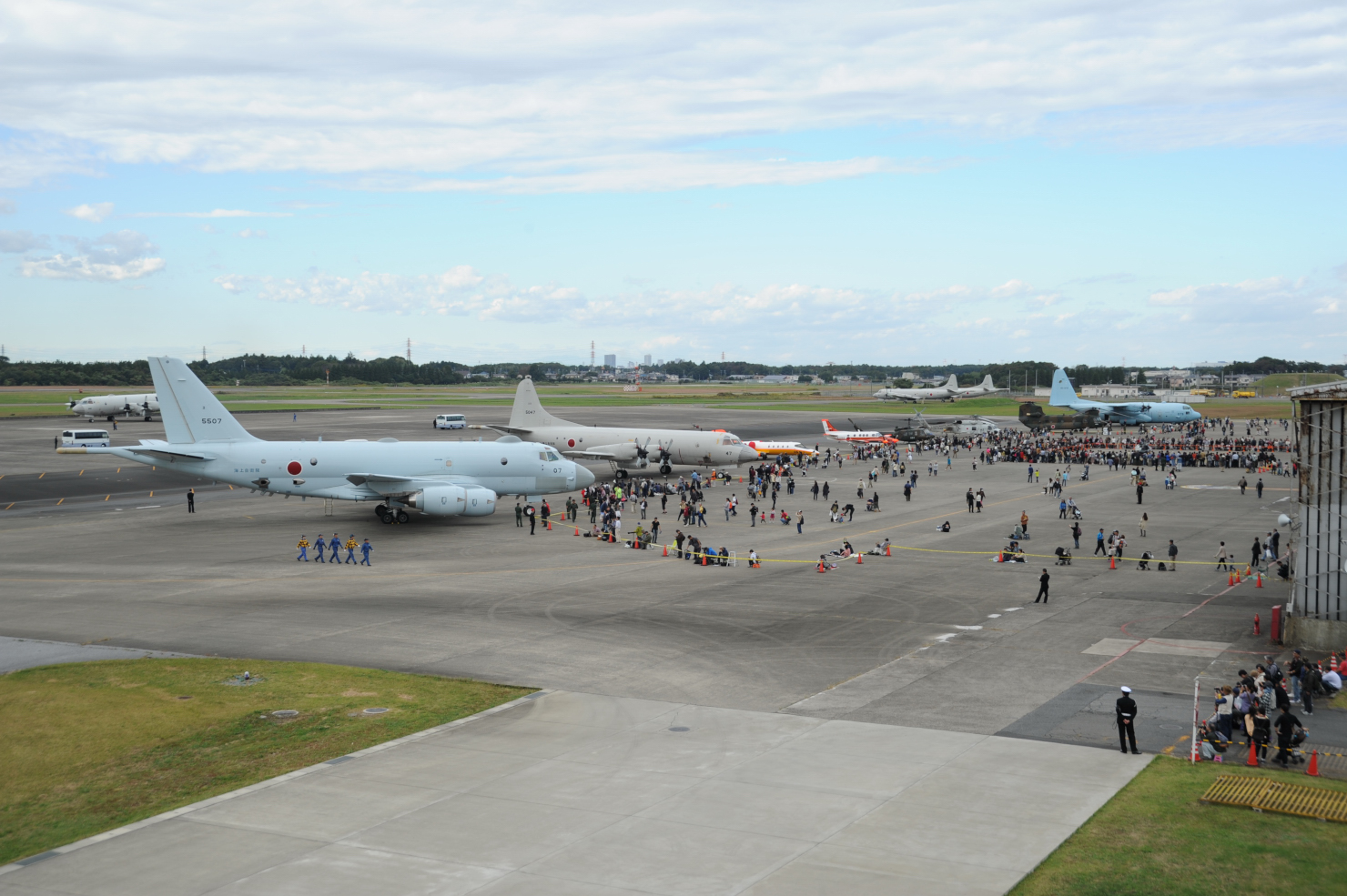
Shimofusa Air Base festival 2016

Heute ist der Flugplatz der Standort der japanischen Kawasaki-Lockheed-Flotte mit Seeaufklärern vom Typ Lockheed P-3. Die japanische Militärfliegerschule bildet dort seit 1960 Piloten aus. Seit 1993 ist auch die JMSDF-Hubschrauberstaffel für Seenotrettung dort stationiert.
Die Piste mit der Ausrichtung 01/19 hat eine Bahnlänge von 2250 Metern und ist in der Japanese AIP und in der AIS Japan unter ICAO-Code RJTL veröffentlicht. Linienflugverkehr findet in Shimofusa Kōkū Kichi nicht statt.